# Amaporã
Amaporã es un municipio brasilero del estado de Paraná. Su población estimada era 6 257 habitantes en el último censo.

## Toponimia
El nombre del municipio es de origen guaraní, de "ama" (lluvia) y "porã" (hermosa), siendo Amaporã «lluvia hermosa».

## Historia
El inicio del poblado del Municipio de Amaporã ocurrió en 1955 en función de la caficultura. Otros cultivos fueron posteriormente introducidos en el municipio, tales como algodón, batata dulce, mandioca y soja. Posee actividad, también, en la ganadería y en la industria de harina de mandioca, fécula y productos lácteos. Creado a través de la Ley Estatal n.º 4.245 del 25 de julio de 1961, e instalado en 12 de noviembre del mismo año, fue separado de Paranavaí.